# Bonkeng
Bonkeng (auch Bongken, Bonkeng-Pendia und Bonkenge) ist eine Bantusprache und wird von circa 2980 Menschen in Kamerun gesprochen. 
Sie ist im Département Moungo in der Region Littoral verbreitet. Circa 15–25 % der zweitsprachigen Sprecher können Bonkeng lesen und schreiben.

## Klassifikation
Bonkeng ist eine Nordwest-Bantusprache und gehört zur Lundu-Balong-Gruppe, die als Guthrie-Zone A10 klassifiziert wird.